# Meeldraad

Belangrijkste onderdelen van de anatomie van bloemen.

Een meeldraad (wetenschappelijke benaming: stamen, meervoud stamina) is een onderdeel van de mannelijke geslachtsorganen van een bloem, dat het stuifmeel voortbrengt. Een meeldraad bestaat uit een helmdraad (filament) en een helmknop (anthere), met gewoonlijk twee helmhokjes (theca). 
Er zijn tweeslachtige bloemen met meeldraden en stamper(s) en er zijn eenslachtige bloemen met alleen meeldraden (mannelijke bloemen) of alleen stampers (vrouwelijke bloemen).

## Anatomie

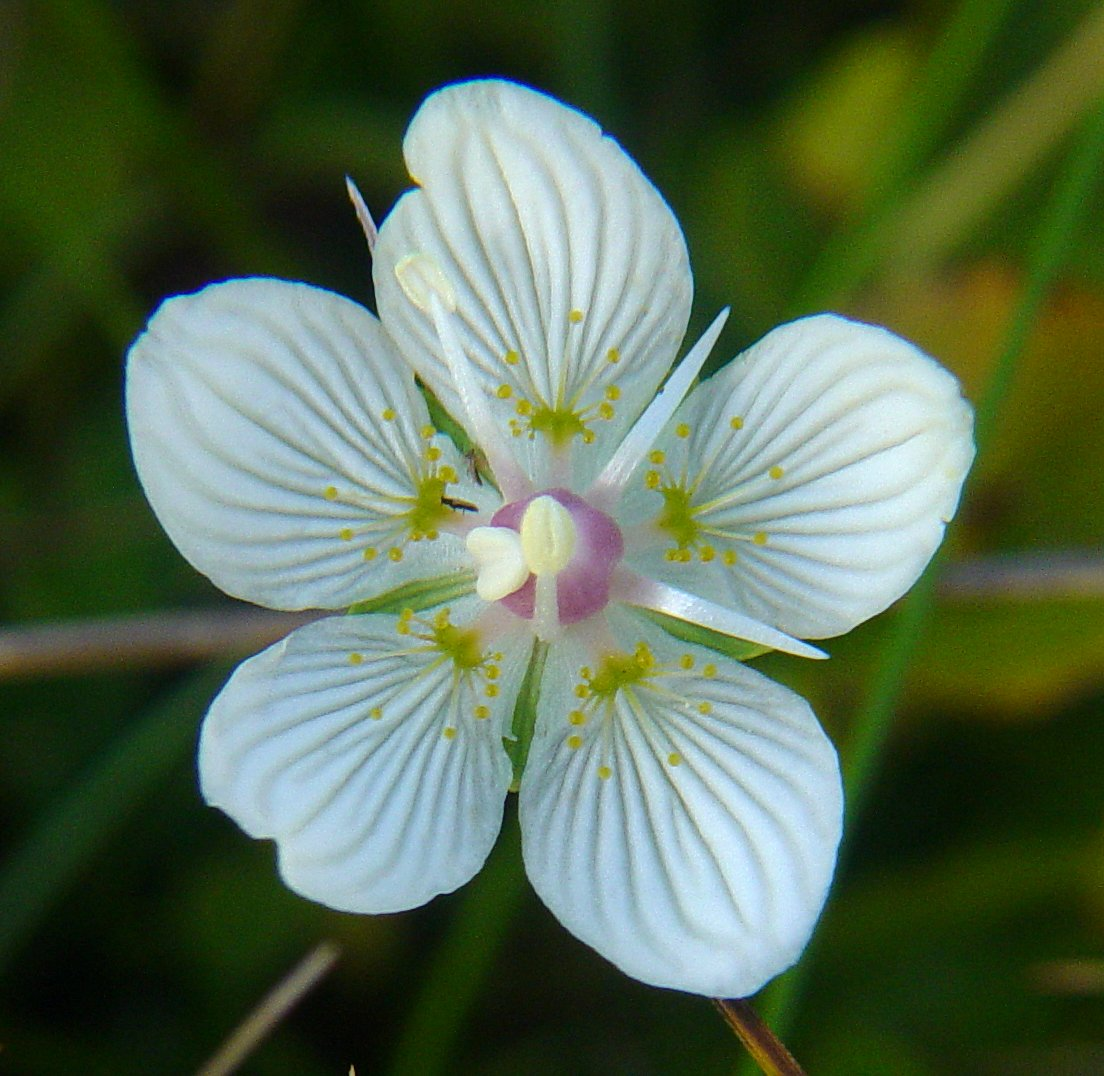
Steriele staminodia, goudkleurig en eindigend in knopjes, bij Parnassia

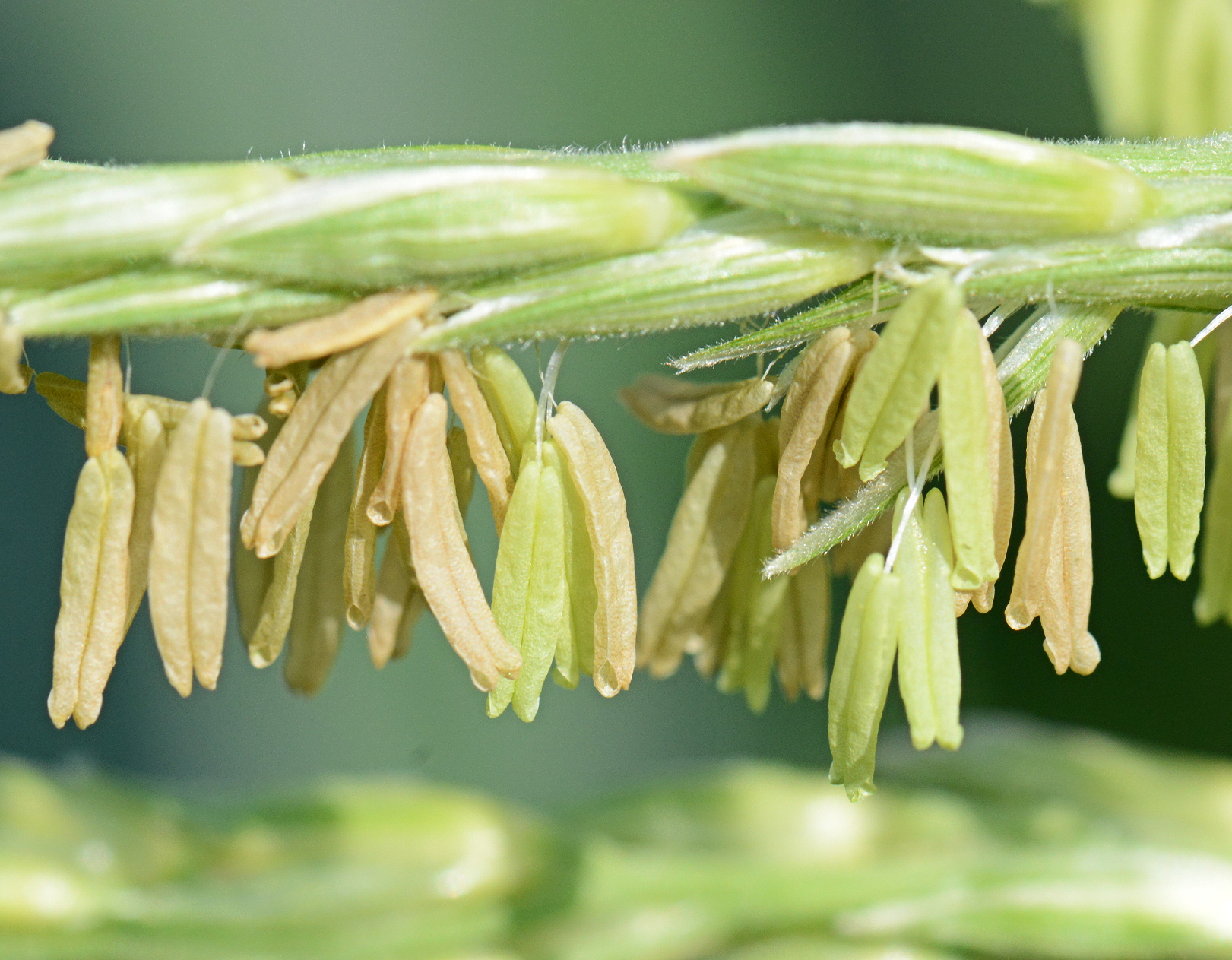
Mannelijke bloeiwijze bij suikermaïs. Vooral de buiten de bloem hangende helmhokjes zijn duidelijk waarneembaar.

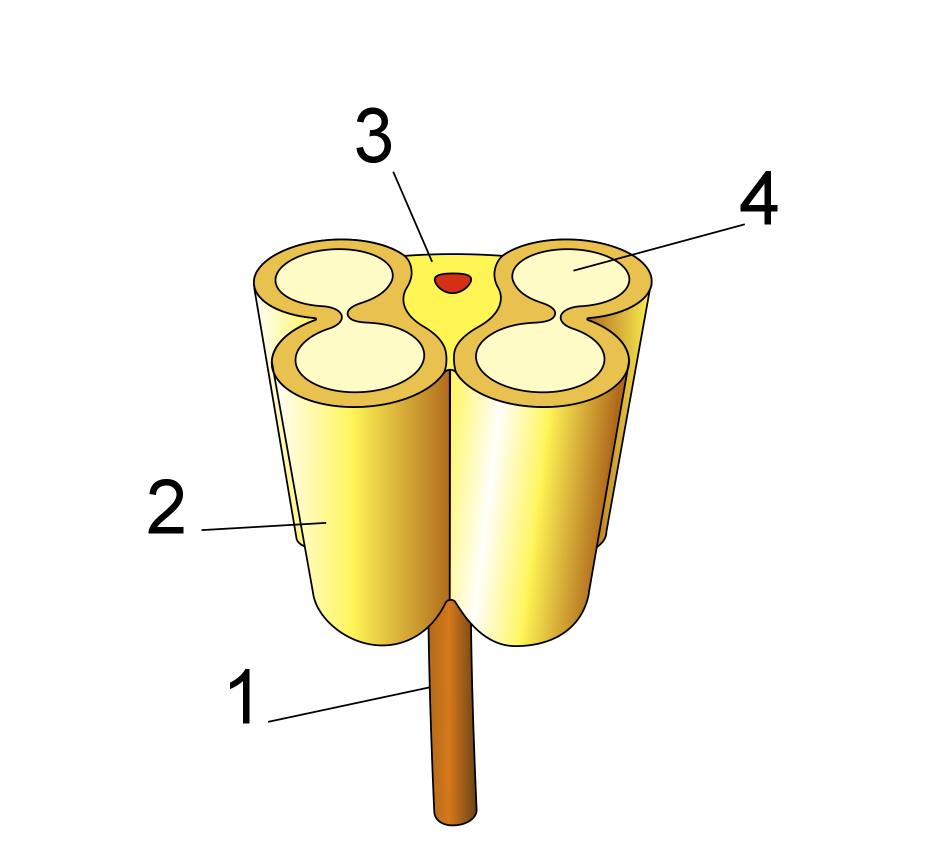
Meeldraad schematisch: 1=helmdraad, 2=helmhokje, 3=helmbindsel, 4=microspore moedercellen.

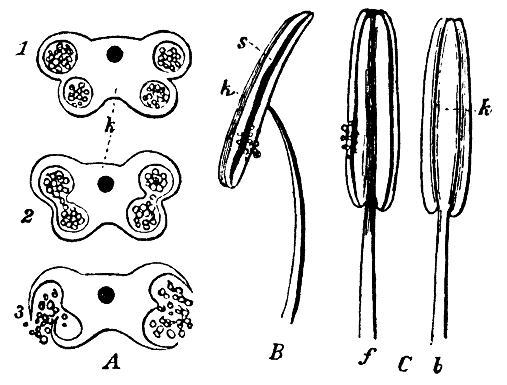

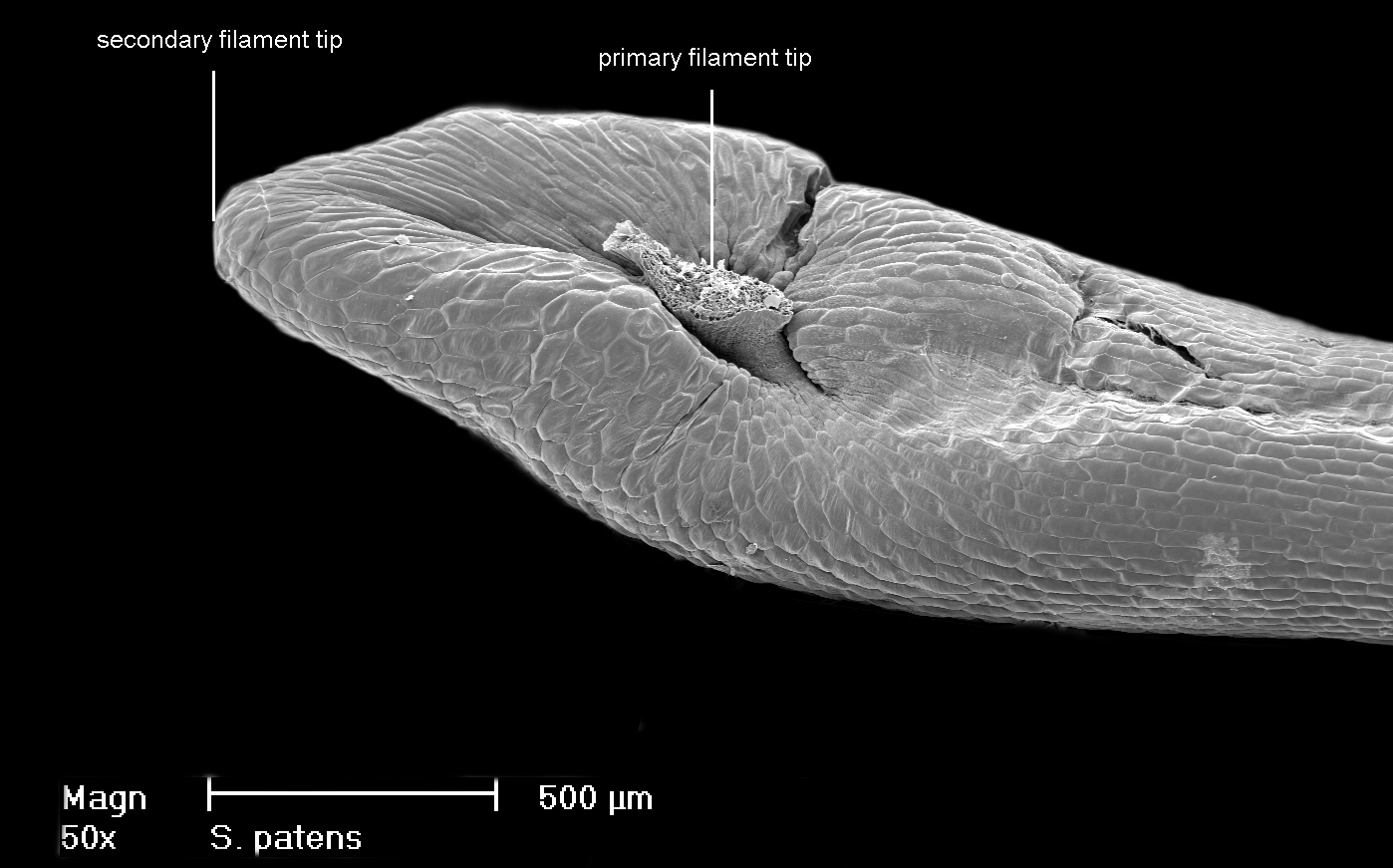
Helmdraad

Het aantal meeldraden kan variëren van één tot veel per bloem, voor elke soort is het echter standvastig. Naar het aantal meeldraden noemt men de plant eenhelmig, tweehelmig etc. Bij gevulde bloemen zijn meerdere of alle meeldraden omgevormd tot kroonbladen. De meeldraden staan in een of meer kransen ingeplant op de bloembodem (receptaculum). Er zijn verschillende termen voor de wijze waarop de meeldraden staan ingeplant:
- haplostemoon: met één krans van meeldraden.
- diplostemoon: met twee kransen meeldraden.
- obstemoon: meeldraden staan voor de kroonbladen.
- obdiplostemoon: de laagste krans van meeldraden staan voor de kroonbladen.

De meeldraden staan meestal vrij, maar soms tot één, twee of meer bundels vergroeid. Men noemt ze dan respectievelijk eenbroederig, tweebroederige of veelbroederig. Ook de dikte van helmdraden varieert: de tulp heeft een zeer dikke helmdraad, de kievitsbloem daarentegen een dunne. Akelei heeft eenbroederige meeldraden met kransen van ongelijke lengte.
Soms zit aan weerszijden van de meeldraad een wrattig knobbeltje of anders gevormd aanhangsel, oortje of auricula genoemd. Soms zitten er in de bloem onvruchtbare meeldraden, die bijna niet te zien zijn en veel op een auricula lijken. Een onvruchtbare meeldraad wordt een staminodium genoemd. Bij Parnassia staan in de bloem vijf staminodia, die eindigen in een reeks goudkleurige knopjes die nectar afgeven.
De helmdraad kan lang of zeer kort zijn met alle variaties daartussenin. Gewoonlijk zijn alle meeldraden even lang. Hierop komen enkele uitzonderingen voor. Tweemachtige bloemen (alle lipbloemen, zoals de witte dovenetel) hebben twee lange en twee korte meeldraden. Viermachtige bloemen bezitten vier lange en twee korte meeldraden. De twee korte meeldraden staan in de buitenste krans en de vier lange in de binnenste krans. Dit is het geval bij alle kruisbloemige planten, waartoe de judaspenning, het herderstasje en koolzaad behoren. Bij windbestuivers zijn de helmdraden lang.
De helmknoppen kunnen op twee manieren aan de helmdraad vastzitten: aan de voet (zoals bij de kerstroos) of aan de rugzijde (zoals bij poederkwast). 
Een helmhokje bestaat uit twee stuifmeel- of pollenzakjes, waarin de stuifmeelkorrels zitten. De twee helmhokjes zijn met elkaar verbonden door het helmbindsel (connectivum) dat soms ook verlengd kan zijn. Bij rijpheid van het stuifmeel verenigen de pollenzakjes zich door het scheuren van de tussenwand. 
Soms vormen de stuifmeelkorrels een klompje, zoals het pollinium bij de orchideeën. Een klompje zit vast met een staartje (caudicula) en een hechtschijfje (retinaculum). De orchideeën vormen voor wat betreft de meeldraden (en bestuiving) een bijzondere groep binnen de bloeiende planten. Bij een aantal soorten kunnen de meeldraden specifieke bewegingen uitvoeren. Bij het tropische orchideeëngeslacht Catasetinae wordt het pollinium met kracht en snelheid op het insect geslingerd. Bij noordelijk groeiende orchideeën, waar bestuivers soms zeldzamer zijn, kunnen de meeldraden bij langdurig uitblijven van het bezoek van bestuivers toebuigen naar de stamper, om bij gebrek aan kruisbestuiving maar te gaan voor zelfbestuiving. Bij tropische soorten orchideeën zijn de meeldraden vaak zo geplaatst dat het pollinium op een specifieke plaats op het lijf van de bestuiver terecht komt. De stamper correspondeert met die specifieke plaats, waardoor het pollinium de stamper van de juiste (eigen) soort zal raken.
De vorm van de helmhokjes is divers. Ook kunnen helmhokjes op verschillende manieren openbarsten (dehiscentie): overlangs naar buiten of overlangs naar binnen, met dwarse spleten, met kleppen of met poriën. Bij de kerstroos (Helleborus niger) zijn de helmhokjes kokervormig, bij de aardbei plat.

## Stuifmeelvorming en bevruchting
In de helmhokjes vindt de vorming van stuifmeel (pollen) plaats. Bij de vorming van de meeldraad veranderen vier groepjes van meristematische cellen in vier stuifmeelkorrelmoederzakken (microsporangium). Twee per helmhokje. Een pollenmoederzak bestaat uit voedingsweefsel (tapetum), waarbinnen de stuifmeelkorrelmoedercellen (microsporemoedercellen) liggen, die uitgroeien tot stuifmeelkorrels. Door meiose ontstaan uit de microsporenmoedercel eerst twee cellen (een dyade) en vervolgens een klompje van vier cellen (een tetrade). De cellen van de tetrade maken zich van elkaar los en vormen de haploïde microsporen. De buitenwand om deze microspore verdikt onder invloed van zowel het tapetum als de microspore tot de exine. Daarbinnen wordt door de microspore een binnenwand (intine) gevormd. Vervolgens deelt de microspore zich via een mitotische celdeling in tweeën, de generatieve cel en de vegetatieve kern. De vegetatieve kern zorgt ervoor dat de pollenbuis in de goede richting groeit, waarna deze kern verdwijnt (degenereert).
Wanneer de stuifmeelkorrel in aanraking komt met een stempel zwelt deze op doordat water wordt opgenomen door osmose. Hierdoor gaat het cytoplasma door de celwand naar buiten en vormt het begin van de stuifmeelbuis. De stuifmeelbuis maakt een ronde opening in de cuticula en begint hierna tussen de cellen van het geleidingsweefsel van de stijl door te groeien in de richting van het zaadbeginsel, waarbij het zich een weg door de stijl baant.
Bij sommige planten (zoals bij leliesoorten) is er geen geleidingsweefsel maar een open stijlkanaal. De generatieve cel deelt zich via een mitotische deling nog een keer in twee generatieve cellen (spermacellen). De pollenbuis groeit door de kiemopening (micropyle) van het vruchtbeginsel de embryozak in. In de pollenbuis verplaatsen de twee spermacellen zich naar de embryozak. De kern van een van deze spermacellen versmelt met de eicel en de kern van de andere spermacel versmelt met de secundaire embryozakken en vormt zo een triploïde (3n) kern. Deze kern groeit uit tot het endosperm (kiemwit), dat reservevoedsel bevat voor de zich later ontwikkelende plant.

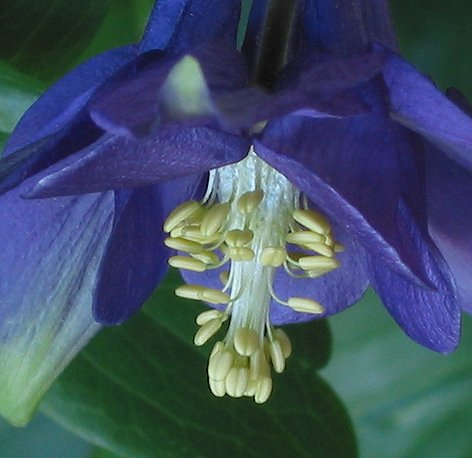
Eenbroederige meeldraden van ongelijke lengte bij akelei
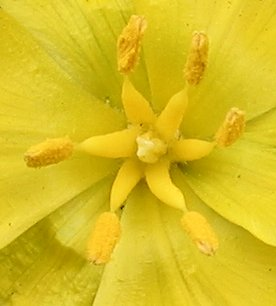
Zeer dikke helmdraden bij tulp
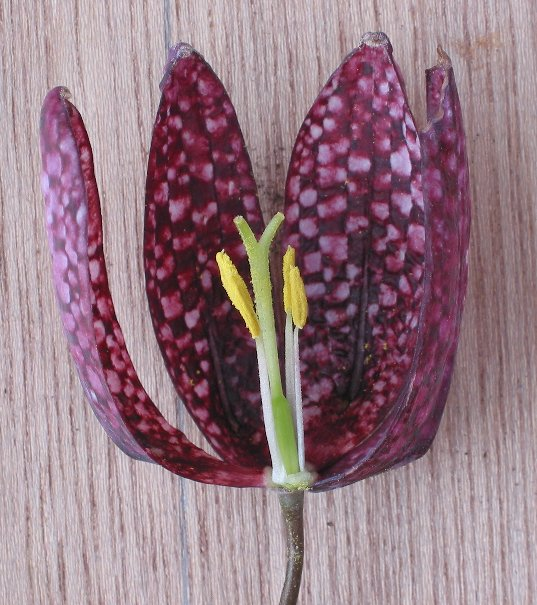
Dunne helmdraden bij kievitsbloem
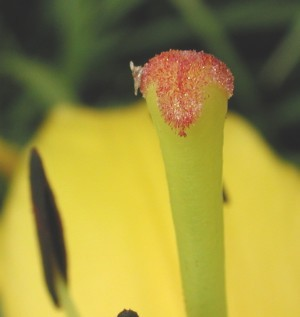
Stuifmeelkorrels op stempel van lelie
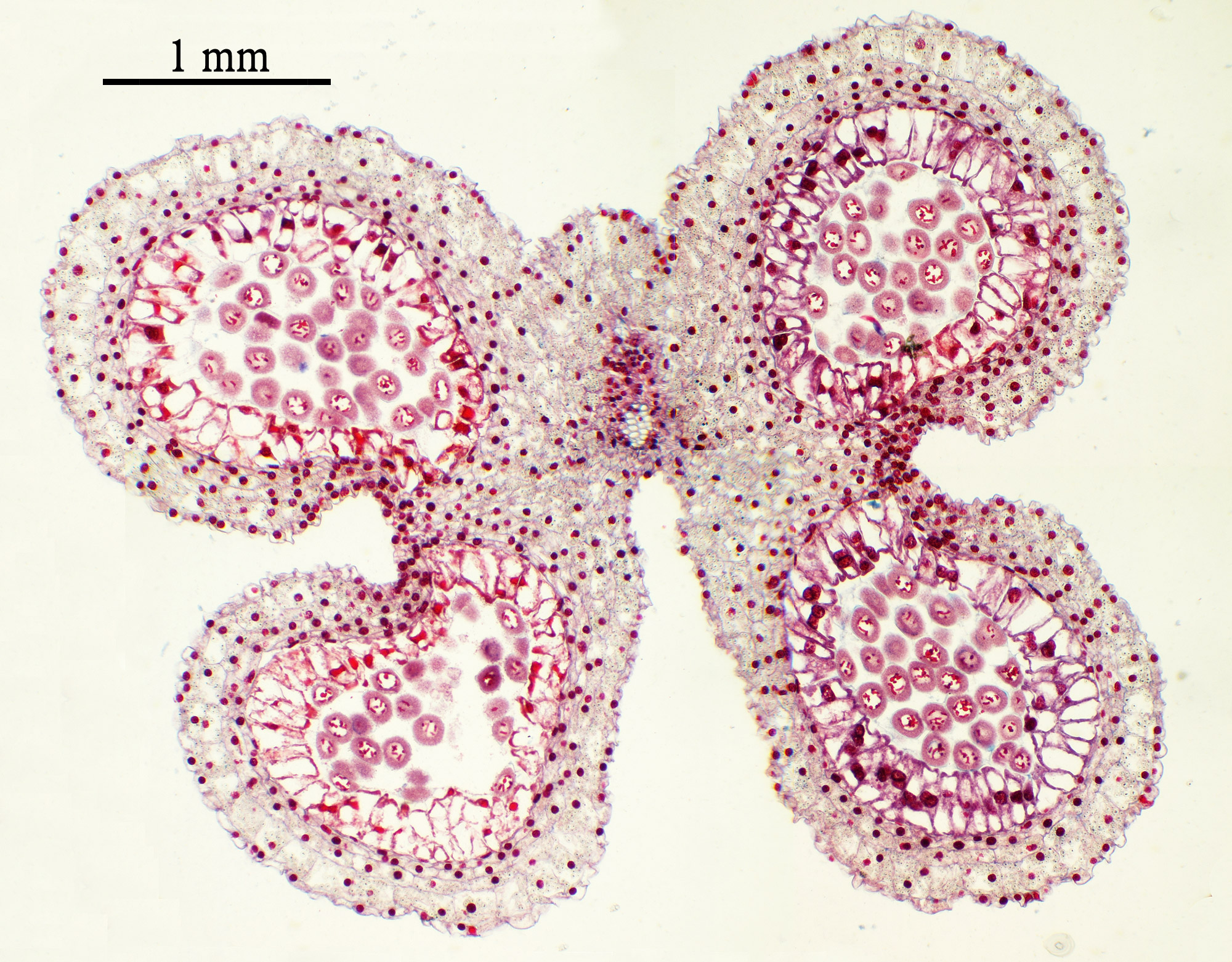
Dwarsdoorsnede helmknop van een lelie
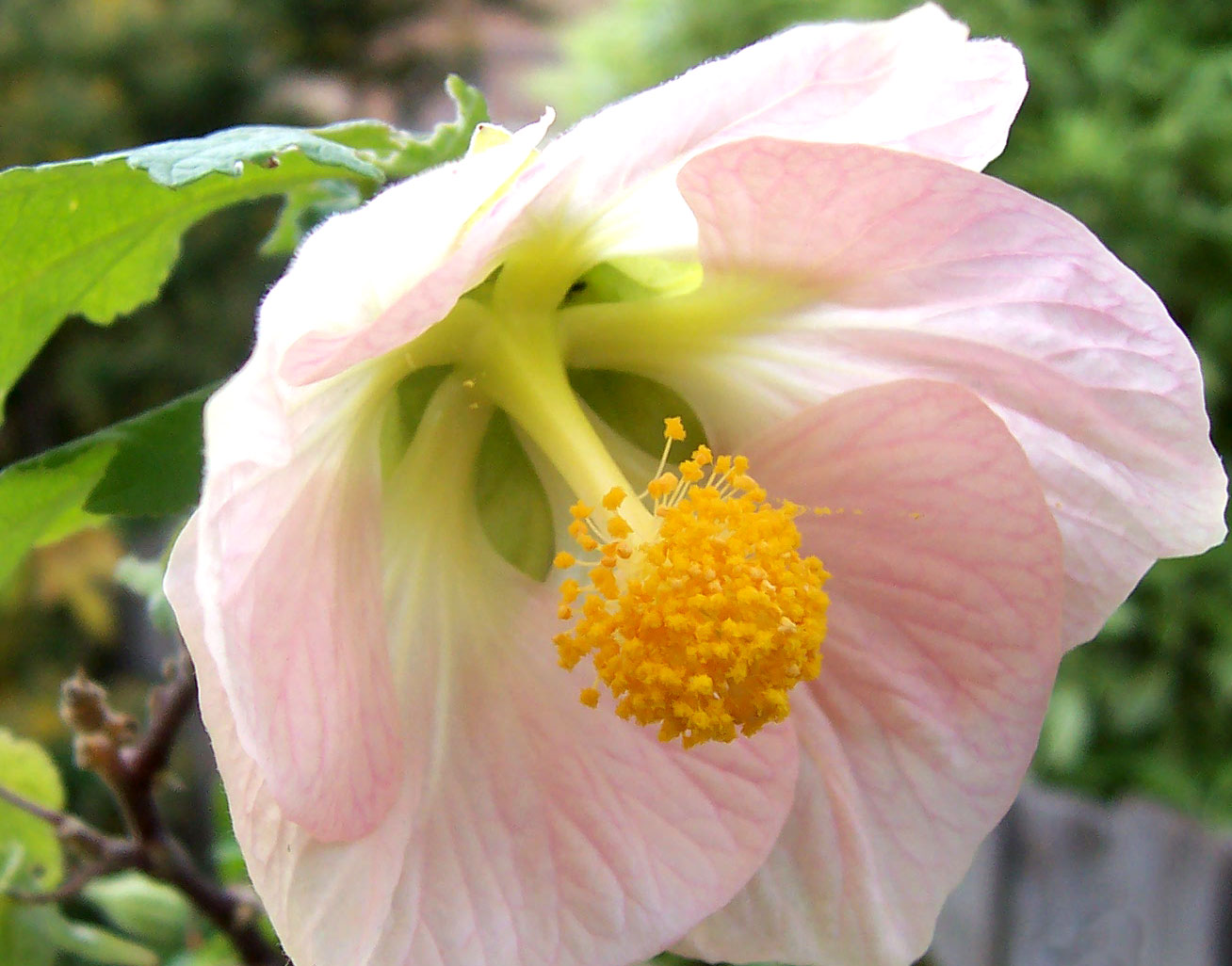
Lange helmdraden
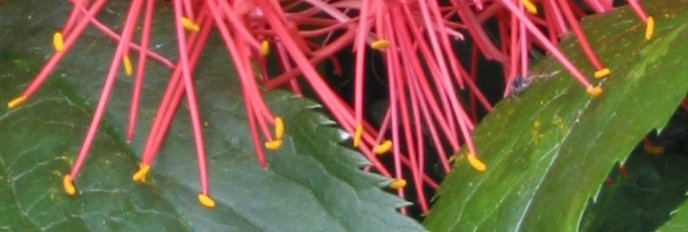
Helmhokje met rugzijde aan helmdraad bij poederkwast
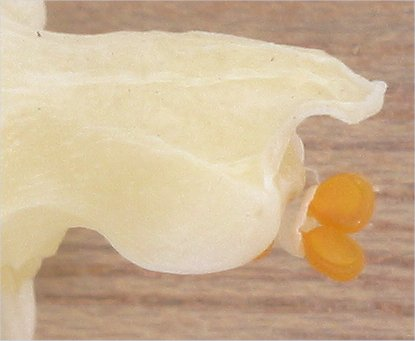
Wasachtige pollinia van Phalaenopsis
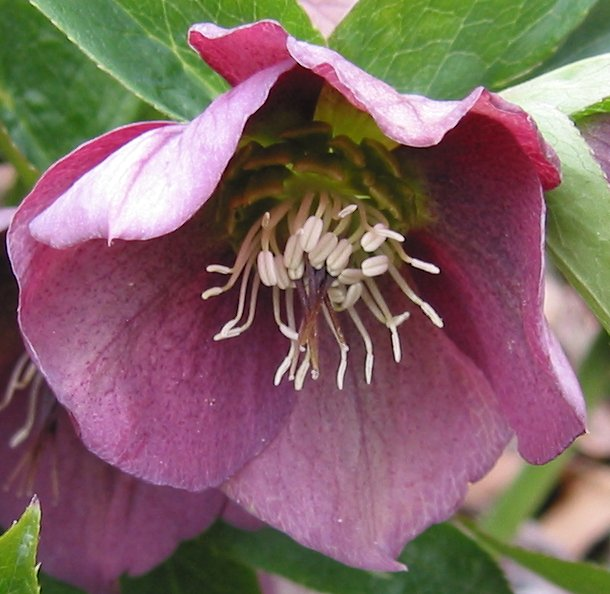
Kokervormige helmhokjes bij kerstroos
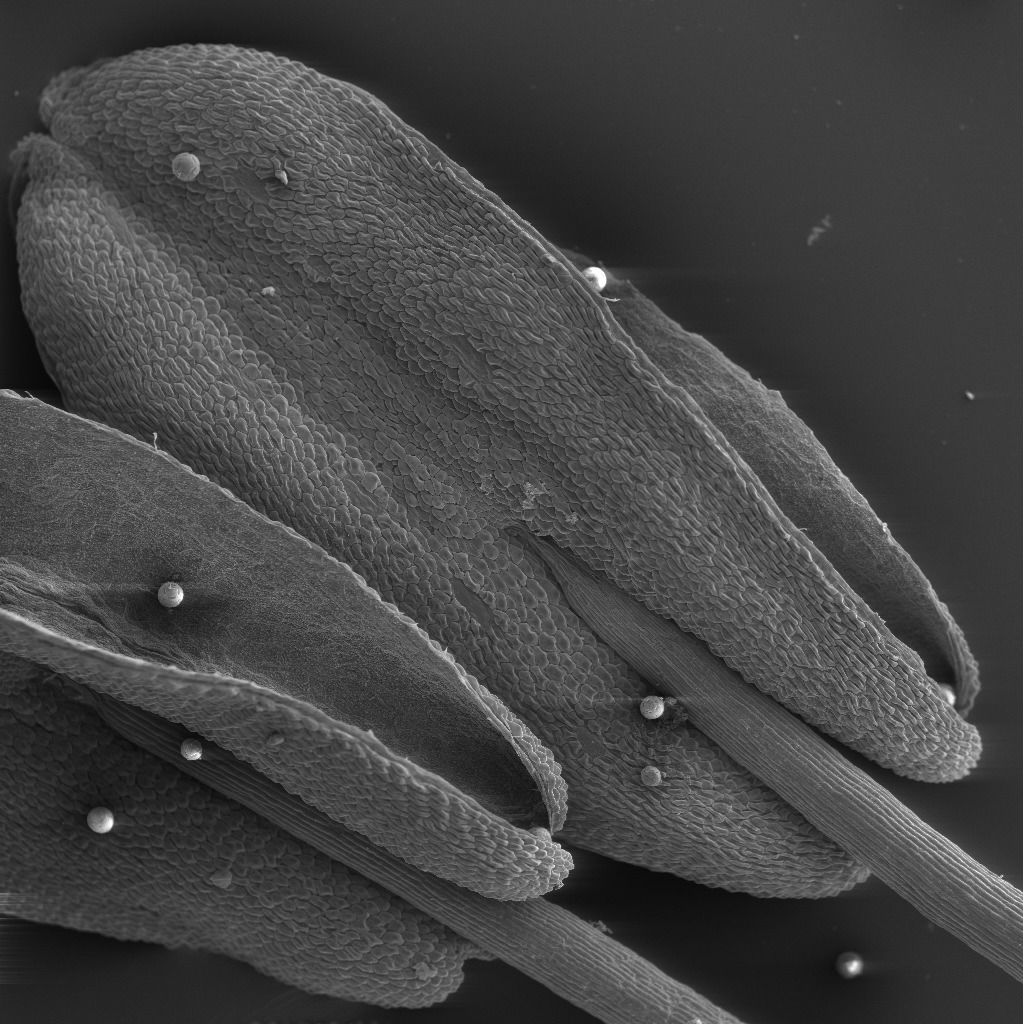
Rasterelektronenmicroscopische afbeelding van de helmhokjes van Pentas lanceolata met stuifmeelkorrels op het oppervlak.
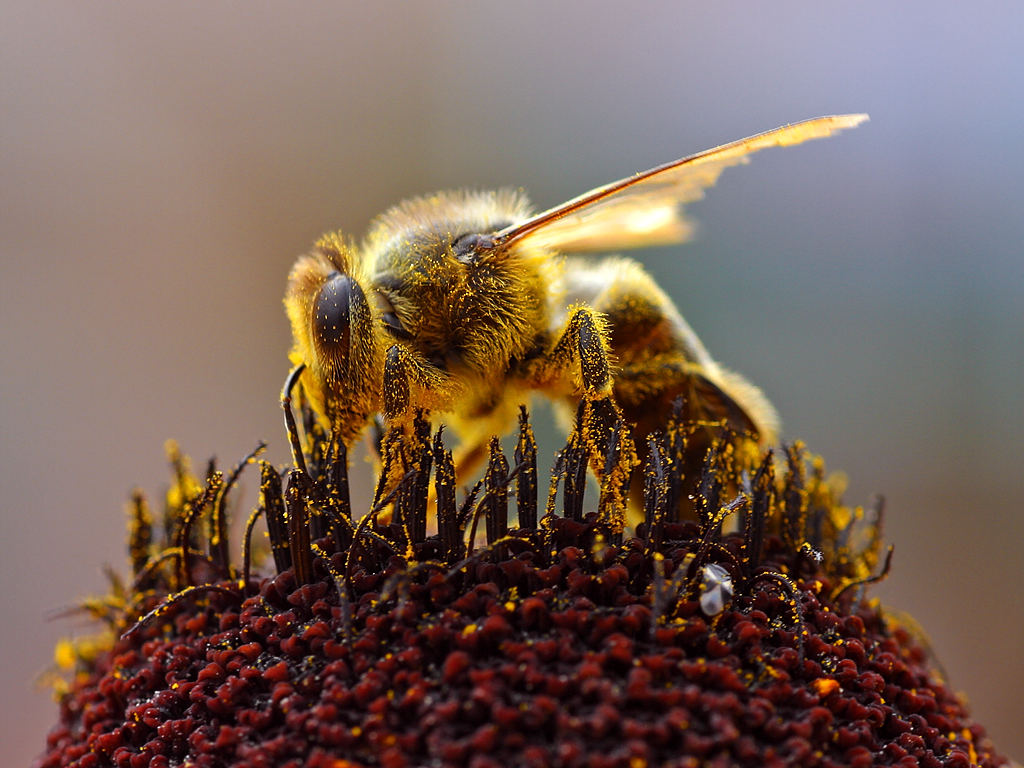
Bij die stuifmeel verzamelt
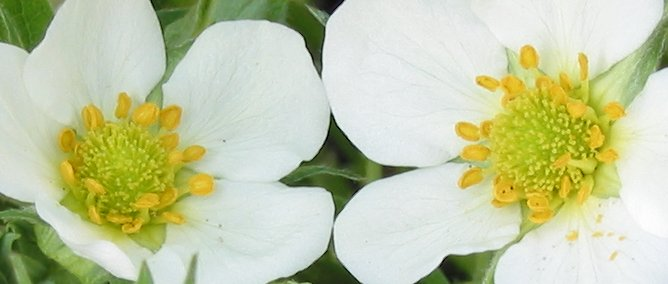
Platte helmhokjes bij aardbei
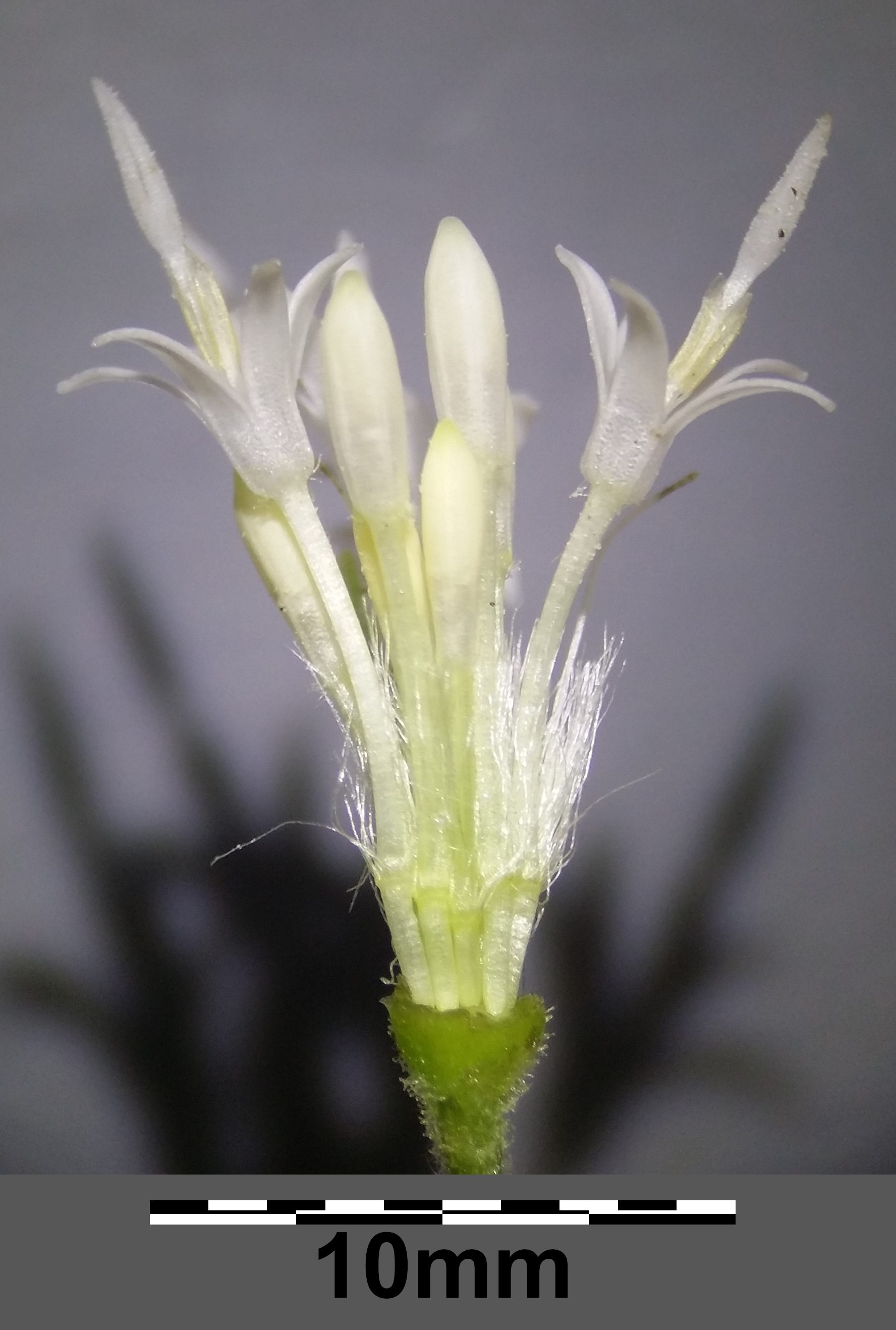
Meeldraden bij wit hoefblad